# Matilde I de Bourbon
Matilde I de Bourbon (em francês:  Mathilde ou Mahaut de Bourbon; antes de 1165 - Montlaux, 20 de junho de 1218), também conhecida por Margarida de Bourbon, foi uma nobre francesa, Senhora de Bourbon de 1171 até à sua morte.

## Biografia
Matilde era filha de Arcambaldo de Bourbon e de Alice de Borgonha (1146-1209). O seu avô paterno era Arcambaldo VII de Bourbon. Ela nasceu antes de 1165 e, em 1171, herda o Senhorio de Bourbon pela morte avô dado o desaparecimento prematuro do pai em 1169, morto antes do avô.

## Casamentos e descendência
Matilde I casa em primeiras núpcias, por volta de 1178, com Gaucher IV de Mâcon, senhor de Salins. Deste casamento nasce uma filha:
- Margarida de Salins (Marguerite) (morta em 1259), que em 1211 casa com Guilherme de Sabran, conde de Forcalquier e, em segunda núpcias em 1221 com Jocerand IV Gros de Brancion, Sire de Uxelles e de Brancion.

Em 1195, após o regresso de Gaucher da terceira cruzada, as relações entre Matilde e o marido deterioram-se conduzindo ao divórcio, pronunciado na base da consanguinidade.
Ela volta a casar, em segundas núpcias, com um nobre fiel ao rei de França Filipe Augusto, Guido II, senhor de Dampierre, em 9 de setembro de 1196. Deste casamento nasceram sete filhos:
- Arcambaldo (Archambaud), senhor de Bourbon, chamado o Grande (1197-1242) ;
- Filipa Matilde (Philippa Mahaut) (1196-1223), que casa em 1205 Guigues de Albon, conde de Forez ;
- Maria (Marie) (1197 † 1234), que casa em 1210 Hervé de Vierzon, e depois, em segunda núpcias, em 1220, com Henrique I de Sully ;
- Guilherme (Guillaume), senhor de Dampierre e de Saint-Dizier (1198-1231) ;
- Guido (Guy), senhor de Saint-Just (morto em 1275) ;
- Joana (Jeanne);
- Margarida (Marguerite).

Matilde vem a falecer a 20 de junho de 1218.